# Соловьёв, Игорь Алексеевич
Игорь Алексеевич Соловьёв — российский учёный, доктор физико-математических наук, профессор.
Родился 3 марта 1949 года в Москве. Окончил МГУ им. М. В. Ломоносова (1972) по двум специальностям: физика, прикладная математика. С 1972 по 1974 год в офицерском звании проходил службу в Вооруженных Силах СССР в войсках противовоздушной обороны.
После увольнения в запас работал преподавателем-почасовиком на кафедре высшей математики Всесоюзного заочного института пищевой промышленности.
В 1981 году защитил диссертацию на соискание ученой степени кандидата физико-математических наук по специальности «Теплофизика». В 1984 году присвоено учёное звание «доцент». Преподавал математику, прикладную математику, математическую физику, численные методы и другие дисциплины в МЭИ, МВТУ им. Н. Э. Баумана.
С 1998 года доцент кафедры высшей математики Государственного университета по землеустройству. В 2003 году после защиты диссертации присвоена учёная степень доктора физико-математических наук. Профессор (2004).
С 2004 года заведующий кафедрой высшей математики. С 2005 по 2015 год заведующий кафедрой высшей математики и физики.
С 2007 года заместитель председателя программного комитета Международной научной конференции «Математические методы в технике и технологиях», организованной академиком РАН Г. И. Марчуком и профессором В. С. Балакиревым.
Научные интересы: математическое моделирование стохастических явлений переноса теплоты, массы и энергии, математические модели в экологии.
Автор более 120 печатных работ.
Умер 2 февраля 2024 года после продолжительной болезни.
Сочинения:
- Аналитическое исследование быстропротекающих процессов теплопроводности, сопровождающихся фазовыми превращениями : диссертация … кандидата физико-математических наук : 01.04.14. — Минск, 1981. — 157 с. : ил.
- Математическое моделирование стохастических явлений переноса теплоты, массы и энергии : диссертация … доктора физико-математических наук : 05.13.18. — Москва, 2003. — 419 с. : ил.
- Математическое моделирование случайных явлений. Анализ поведения дисперсии и энтропии : Анализ поведения дисперсии и энтропии : монография / И. А. Соловьев. — Санкт-Петербург : Политех-Пресс (Санкт-Петербургский политехнический ун-т Петра Великого), 2020. — 194 с. : ил., табл.; 20 см; ISBN 978-5-7422-6939-7 : 500 экз.
- Стохастические модели [Текст] / И. А. Соловьев, Д. Ч. Доличанин-Декич. — Москва : [б. и.], 2016. — 131 с. : ил., портр., табл.; 21 см; ISBN 5-9215-0108-5 : 100 экз.
- Математическое моделирование случайных явлений. Анализ поведения дисперсии и энтропии. (монография). Изд-во Политех. Универ. им. Петра Великого. 2020. 195 с.
- Вычислительная математика на смартфонах, коммуникаторах и ноутбуках с использованием программ сред Python [Текст] : учебное пособие / И. А. Соловьев, А. В. Червяков, А. Ю. Репин. — Санкт-Петербург [и др.] : Лань, 2011. — 265 с. : ил., табл.; 21 см; ISBN 978-5-8114-1120-7
- Практическое руководство к решению задач по высшей математике : интегрирование функций одной переменной, функции многих переменных, ряды : учебное пособие для студентов вузов, обучающихся по направлениям: 510000 — «Естественные науки и математика», 550000 — «Технические науки», 540000 — «Педагогические науки» / И. А. Соловьев [и др.]. — Санкт-Петербург [и др.] : Лань, 2009 (Архангельск : ИПП Правда Севера). — 287 с. : ил.; 20 см; ISBN 978-5-8114-0819-1
- Практическое руководство к решению задач по высшей математике : кратные интегралы, теория поля, теория функций комплексного переменного, обыкновенные дифференциальные уравнения : учебное пособие для студентов вузов, обучающихся по направлениям: 510000 — «Естественные науки и математика», 550000 — «Технические науки», 540000 — «Педагогические науки» / И. А. Соловьев [и др.]. — Санкт-Петербург [и др.] : Лань, 2009. — 445 с. : ил., табл.; 21 см. — (Учебники для вузов. Специальная литература).; ISBN 978-5-8114-0907-5
- Практическое руководство к решению задач по высшей математике. Линейная алгебра, векторная алгебра, аналитическая геометрия, введение в математический анализ, производная и ее приложения: Уч. пособие. Игорь Соловьев, В. В. Шевелев, Александр Червяков, Андрей Репин. ISBN 978-5-8114-0751-4 320 страниц январь 2009 Лань.
- Соловьёв И. А., Петрушко И. М., Петрушко М. И. Теория вероятностей (учебное пособие). М.: ГУЗ, 2019.-142 с.
- Соловьев И. А., Червяков А. В., Репин А. Ю. Прикладная математика. Применение программной среды Python S60. — М., 2010. — 280 с.